# Paul Arène

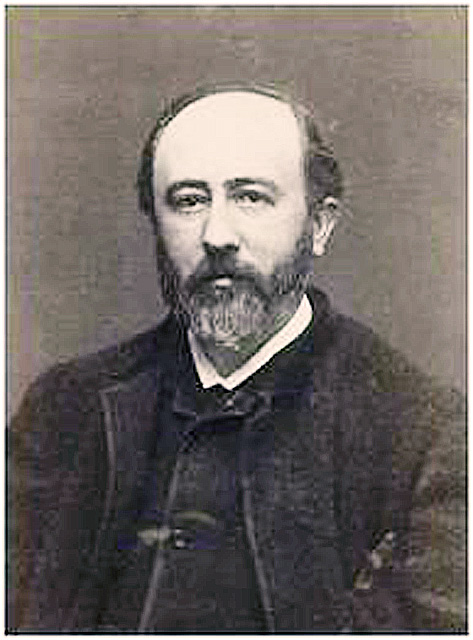
Retrato de Paul Arène.

Paul Auguste Arène, (1843, Sisteron - 1896, Antibes) fue un escritor francés y poeta provenzal.
Colaboró con Alphonse Daudet, bajo pseudónimo, en las Cartas desde mi molino. Fueron muy alabadas en su época sus narraciones que se publicaron con el título de "Au Bon Soleil". También destacan dentro de su producción, "Jean des Figues" (1870), y "La Chèvre d'Or" (1889). 